# 藤山律子
藤山 律子（ふじやま りつこ、1949年3月15日 - ）は、日本の女優、声優、ナレーター。本名、多田 佳代。旧芸名は多田 きみこ。身長163センチメートル。ウイルアライアンス所属。
徳島県出身。徳島県立撫養高等学校卒業。

## 人物
高校卒業後、四国放送のアナウンサーを目指し標準語の勉強を兼ねてテレビタレントセンターに入校。その後大阪テレビタレントビューローに所属。
CMモデルを経て、1970年にテレビドラマ『金メダルへのターン!』（フジテレビ）にて「多田 きみこ」名義でデビュー。
その後、芸名を「藤山 律子」に改め、NET系『特別機動捜査隊』では女刑事役で人気となり、テレビ・映画で主にバイプレイヤーとして活躍する。『愛の戦士レインボーマン』（NET）を皮切りに特撮番組での悪女役を多く演じた。
趣味・特技は、オートバイ、乗馬、舞踊、殺陣。

## エピソード
悪役を演じることについては、自由に演じることができるため楽しんでおり、現代劇で自然に喋る芝居の方が苦労すると述べている。また、ファンレターで「藤山律子が演じる悪役は憎たらしいだけでなく、切なさのようなものがある」と書かれていたのを嬉しく感じ、自身のやり甲斐としている。「いい人でないとワルは出来ない、逆に悪い人ほどいい子が上手かったりする」と語っている。
以前はアクションを特技としていたが、実際には運動は得意ではなく、仕事を得るための方便であった。『不良番長』シリーズに出演した際は、レギュラー入りを見越してJACでアクションの練習を行ったこともあるが、少しやったきりであった。また、『レインボーマン』では自ら申し出て立ち回りを演じたこともあったが、フィルムを観て格好悪いと感じ、スタントマンの重要性を理解したという。
『金メダルへのターン!』でも、泳ぎは得意ではなかったがオーディションで泳げると応え、プールで泳ぎの上手そうな人に声をかけて練習していた。1980年の紹介記事では、オーディションは面白半分に受けたと答えている。
自動二輪免許は地元で移動に必要なため取得したものであったが、当時はオートバイに乗れる女優が珍しかったため仕事を得るのに役立ったという。しかし、免許を持っていることでバイクアクションもできるものだと解釈されることも多く、ジャンプやターンなどは練習してできるようになっていったが内心はドキドキしていたと述べている。
火薬を用いた撮影には抵抗がなく、『電人ザボーガー』でミスボーグが爆散するシーンでは、間に漫画雑誌を挟んだのみで火薬を取り付けての演技に挑んだ。
『金メダルへのターン!』の主演であった梅田智子とは1-2年ほど同居していた。
1980年のNHK連続テレビ小説 『なっちゃんの写真館』では、出演者の星野知子たちに徳島弁の方言指導を行っていた。方言指導を引き受けた理由として、それまでの出演作品はフイルム作品が多いためスタジオ作品の勉強になることと、徳島に対する愛着を挙げている。

## 出演作品

### テレビドラマ
- 金メダルへのターン!（1970年 - 1971年、CX / 東宝） - 大河マリ
- 刑事くん 第1部 第27話「遠い空 遠い海」（1972年、TBS / 東映） - 佑子
- 仮面ライダーシリーズ（MBS / 東映）
  - 仮面ライダー 第63話「怪人サイギャング 死のオートレース」（1972年） - 瀬能サナエ
  - 仮面ライダー（新） 第36話「急げ一文字隼人! 樹にされる人々を救え!!」、第37話「百鬼村の怪! 洋も樹にされるのか?」（1980年） - 金髪の女（キギンガー）
- 飛び出せ!青春 第19話「北海道へは着いたけど」（1972年、NTV / 東宝） - 車の若い女
- 太陽にほえろ!（NTV / 東宝）
  - 第8話「真夜中の刑事たち」（1972年） - 山中敏子
  - 第147話「追跡! 拳銃市場」（1975年） - 百合子（川田の愛人）
- 人造人間キカイダー 第8話「カーマインスパイダーが無気味に笑う」（1972年、NET / 東映） - 雪田アキ子
- 愛の戦士レインボーマン 第28話「地底戦車モグラートを探せ!」 - 第48話「鬼面の決斗」（1973年、NET / 東宝） - オルガ
- マドモアゼル通り 第23話「新しいライバル」 - 第25話「青春のデザイン大賞」（1973年、YTV） - エミー中原
- どっこい大作（NET / 東映）
  - 第47話「青春のひみつ」（1973年） - ジュン
  - 第61話「いちど限りの人生だ!!」（1974年） - リツ
- 電人ザボーガー 第1話「たたかえ! 電人ザボーガー」 - 第35話「爆弾フラワーを巨大化せよ!!」（1974年、CX / ピー・プロ） - ミスボーグ[注釈 1]
- 特別機動捜査隊 （NET / 東映）
  - 第545話「汚れた太陽」（1972年）- 光恵　
  - 第594話「新しい女」（1973年）-　ユリ
  - 第652話「壁の中に消えた女」（1974年）-　美津子
  - 第661話「ある女刑事の逆襲」（1974年）-　木塚由里刑事※以降セミレギュラー
  - 第688話「汚れた天使の死」（1975年）
  - 第691話「三船刑事死す」（1975年）
  - 第699話「春の色泥棒伝」（1975年）
  - 第757話「霊柩車を撃て!」（1976年）以後、日高班の一員としてレギュラー
  - 第759話「破れ三味線」（1976年）
  - 第765話「ダイナマイトとダリヤの花」（1976年）
  - 第766話「赤ちゃんの詩」（1976年）
  - 第767話「わたしは尼寺へ行きたい」（1976年）
  - 第769話「俺は許せなかった」（1976年）
  - 第771話「新宿海峡」（1976年）
  - 第772話「妻と愛人のメロディー」（1976年）
  - 第774話「妻に捧げる協奏曲」（1976年）
  - 第775話「浅草喜劇役者」（1976年）
  - 第777話「とめてくれるなおっ母さん」（1976年）
  - 第779話「むらさき小唄雪之丞」（1976年）
  - 第781話「殉愛の女」（1976年）
  - 第782話「わたしのお父さん」（1976年） 三船班応援
  - 第783話「妻の日記帳」（1976年）
  - 第787話「ある誘惑の秘密」（1976年）
  - 第789話「新春…危機一髪」（1977年） 三船班と合同
  - 第790話「華麗なる出逢いの時」（1977年）
  - 第792話「情念の女」（1977年）
  - 第794話「ある受験生の詩」（1977年）
  - 第796話「夕陽の波止場」（1977年）
  - 第799話「娘の思春期」（1977年）
- プレイガールQ （1975年、12ch / 東映）
  - 第42話「温泉脱ぎ脱ぎ作戦」 - 遠山春子
  - 第46話「スリラー・真夜中の脅迫者」 - 麻理
  - 第48話「スリラー・墓場から聴える殺人メロディー」 - 直子
- 非情のライセンス 第2シリーズ（NET / 東映）
  - 第29話「兇悪の武者人形」（1975年） - 原田安子
  - 第77話「兇悪の終着駅」（1976年） - 南部マリ子
- 少年探偵団 第9話「BD7危機一髪! 1」 - 第26話「黄金仮面の謎」（1975年 - 1976年、NTV） - 明智ちはる [注釈 2]
- 新宿警察 第16話「理由なき殺人」（1975年、CX）
- 銭形平次 （CX / 東映）
  - 第521話「平次一番勝負」（1976年）
  - 第612話「娘十手が恋に泣く」（1978年）
- 人形佐七捕物帳 第7話「仏が消えた雷の宿」（1977年、ANB / 東映） - 文字清
- 桃太郎侍 第37話「尼僧の館に黒い雨」（1977年、NTV / 東映）
- スーパー戦隊シリーズ（ANB / 東映）
  - ジャッカー電撃隊 第14話「オールスーパーカー!! 猛烈!! 大激走!!」（1977年） - マヤ
  - バトルフィーバーJ 第7話「お家が燃える!!」（1979年） - 看護婦（カットマン）
  - 太陽戦隊サンバルカン 第26話「ハラペコ満腹料理」（1981年） - 砂村春子教授
  - 大戦隊ゴーグルファイブ 第23話「シャボン玉大作戦」（1982年） - 源太の母
  - 科学戦隊ダイナマン 第37話「女将軍ゼノビア」 - 第50話「よみがえった強敵」（1983年 - 1984年） - 女将軍ゼノビア
- 特捜最前線（ANB / 東映）
  - 第15話「目撃 ある人妻の証言」（1977年）
  - 第35話「乳児誘拐・消えた女の顔」（1977年）
  - 第42話「Gメン・波止場に消ゆ!」（1978年）
  - 第106話「完全犯罪・ナイフの少女!」（1979年）
  - 第182話「海の底から来た目撃者!」（1980年）
  - 第214話「バラの花殺人事件!」（1981年）
  - 第269話「窓際警視、投げ込み魔を追う!」（1982年）
  - 第440話「結婚したい女・ハイミスOLの報復!」（1985年）
- ロボット110番 第17話「パールの涙は真珠です」（1977年、ANB） - 保母
- 風鈴捕物帳 第9話「父娘を結ぶ銀の駒」（1978年、ANB） - およし
- 江戸の渦潮 第19話「仇討ちと別れ道」（1978年、CX）
- 宇宙からのメッセージ・銀河大戦（1978年 - 1979年、ANB / 東映） - クノーイ
- チェックメイト78 第19話「警部と能を舞う女」（1979年、ABC）
- 大都会 PARTIII（1979年、NTV / 石原プロ）
  - 第24話「冷血」 - 加藤妙子
  - 第35話「野獣狩り」 - 脇田夫人
- 大江戸捜査網（12ch→TX）
  - 第380話「殺しを呼ぶひつじ年の娘」（1979年）
  - 第499話「泣くな妹よ! 岡っ引行進曲」（1983年） - おきみ
- 江戸を斬るIV 第24話「夫婦になった金公お京」（1979年、TBS / C.A.L） - お絹
- ザ・スーパーガール 第3話「汚職メモ・裸の女の落とし穴」（1979年、12ch / 東映）
- 連続テレビ小説 / なっちゃんの写真館（1980年、NHK）※徳島弁指導兼任
- 西部警察 第13話「大門危機一発」（1980年、ANB / 石原プロ） - 岡崎夫人
- 女商一代 やらいでか!（1981年、THK） - 美和
- 長七郎天下ご免! 第77話「三万両の焦熱地獄」（1981年、ANB / 東映） - お政
- 警視庁殺人課 第25話「警視庁殺人課全員殉職! PART-1」、第26話「警視庁殺人課全員殉職! PART-2」（1981年、ANB / 東映） - 園児の母親
- 文吾捕物帳 第23話「ほくろ悪女いい女」（1982年、ANB）
- 影の軍団III 第16話「容疑者は三度消える」（1982年、KTV）
- 右門捕物帖 第16話「闇からの挑戦」（1983年、NTV）
- 眠狂四郎円月殺法 第15話「ふたり狂四郎木枯し魔風剣」（1983年、TX） - 美代
- あんちゃん 第25話「ネコ好きvsネコ嫌い…その結果は?」（1983年、NTV）
- ザ・サスペンス / フルムーン殺人旅行（1983年、TBS）
- 月曜ワイド劇場 / 母の誤算（1984年、ANB）
- 土曜グランド劇場 / 気分は名探偵 第22回「猫を愛した老女」（1985年、NTV） - 小宮マミ
- 迷宮課刑事おみやさん 第6話「15年前のOLレイプ未遂事件が今日…!」（1985年、ABC）
- 銭形平次 SP1「初姿投げ銭一番手柄」（1987年、NTV）
- あぶない刑事 第14話「死闘」（1987年、NTV） - 中原れいこ
- 火曜ミステリー劇場 / 特急しおかぜ四国殺人ルート 美人女子大生妻探偵と田舎刑事（1990年、ANB） - 竹内裕子
- 現代推理サスペンス / 蜜の肌（1990年、KTV）
- 木曜ゴールデンドラマ / さらば愛しき人よ（1991年、YTV）
- 火曜サスペンス劇場（NTV）
  - 小京都ミステリー 第7作「薩摩恋人形殺人事件」（1992年）
  - 淫らな骨 婦女暴行殺人事件に隠されたもう一つの意外な犯罪（1994年）
- 大河ドラマ / 琉球の風（1993年、NHK）
- さすらい刑事旅情編V 第12話「覗かれた剣道着の女・湯煙り会津若松」（1993年、ANB / 東映）
- 女検事の捜査ファイル 第3話「美人局ビデオの女! 密室の殺意」（1993年、ANB） - 阿部昭子
- 木曜劇場 / 素晴らしきかな人生 第4話「女がこの世を狂わす」（1993年、CX）
- 天までとどけ パート4（1995年、TBS）
- 侵略美少女ミリ（2000年、TVS）

### 映画
- 潮騒（1971年、東宝）
- 不良番長 骨までしゃぶれ（1972年、東映） - バンビ
- 色魔狼（1973年、東映） - 美女
- 女番長 タイマン勝負（1974年、東映） - 立花美和
- 女番長 玉突き遊び（1974年、東映） - ユキ
- 大戦隊ゴーグルファイブ（1982年、東映）
- 文学賞殺人事件 大いなる助走（1989年、東映クラシックスフィルム） - 明美
- ひとりね（2001年、フィルムヴォイス / アルゴ・ピクチャーズ）

### オリジナルビデオ
- くりいむレモン・エスカレーション 天使の翼（1997年、JVD）

### 舞台
- マリアの首
- 町人貴族

### CM
- 江崎グリコ キスミント

### ラジオドラマ
- FMシアター / 眉山（2005年、NHK-FM）